# Ermita de la Soledad (Somaén)
La ermita de la Soledad de Somaén, localidad perteneciente al municipio de Arcos de Jalón (provincia de Soria, España), se encuentra a la salida del pueblo junto al Jalón, en el camino que lleva a Arcos, cerca del túnel del ferrocarril. Fue construida en 1820 a expensas de un tal Salazar. 
Se trata de una construcción en planta de cruz griega (brazos iguales) con un pequeño soportal o atrio delante de la entrada, con sacristía saliente trasera. Su fábrica es de mampostería con refuerzos de sillería en las esquinas. Algunas de sus piedras son de arenisca blanca por lo que han sido utilizadas para que los vecinos afilaran sus herramientas contra las aristas de las esquinas, motivo que originó el letrero “Se prohíbe afilar”, que todavía existe.
La nave de la Iglesia tiene una bóveda de arista que llega desde los pies hasta el crucero. A ambos lados de este existen unos pequeños retablos barrocos flanqueados por columnas en sus extremos y coronados por la representación del Espíritu Santo con la paloma dentro de una sol radiante. En el lateral del evangelio se venera la imagen de Santa Quiteria con la palma del martirio, patrona del pueblo, al que se pasea en procesión el día de su fiesta, 22 de mayo
En la sacristía hay una pequeña escalera que sube a un anexo de la misma en la que se guarda una serie de enseres y una imagen de un San Antonio con un niño en brazos que sostiene un rosario y que parece ser que proviene de la antigua ermita de San Antonio que se encuentra junto al molino a la salida del pueblo en dirección a Arcos.
- Datos: Q5836506